# Wes Newton
Wes Newton (Blackpool, 1977. augusztus 27. –) angol dartsjátékos. 2002-től 2018-ig a Professional Darts Corporation, majd 2018-tól 2020-ig a British Darts Organisation tagja. Beceneve "The Warrior".

## Pályafutása

### PDC
Newton első nagytornája a PDC-nél a 2003-as UK Open volt, amelyen a legjobb 32 között Mark Thompsontól kapott ki 8–6-ra. 2005-ben először sikerült kvalifikálnia magát a PDC-dartsvilágbajnokságára, melynek második körében a kanadai Gerry Converyvel szemben maradt alul. A 2005-ös Las Vegas Desert Classik kiemelt PDC tornán az elődöntőig jutott, ahol végül Phil Taylor ejtette ki 4–0-val.
2006-ban másodszor jutott ki a világbajnokságra, ahol a második körben Kevin Painterrel szemben maradt alul. A 2006-os Las Vegas Desert Classic-on újra az elődöntőig jutott, most sem sikerült számára a döntőbe kerülés, ezúttal John Parttól kapott ki 4–2-re. A következő vb-n szintén a második körben esett ki, ezúttal Colin Osborne verte meg 4–2-re. 2008-ban már a második fordulóba sem tudott bekerülni az első körben Jamie Caventől elszenvedett 3–0-ás vereség miatt.
A 2009-es világbajnokságra már a világranglista 31. helyéről kvalifikált, melynek első körében a dán Per Laursent verte 3–1-re. A következő körben a 2007-es PDC világbajnok Raymond van Barnevelddel találkozott, akitől végül 4–1-es vereséget szenvedett. Az év további részében megnyerte a Las Vegas Open tornát. A 2010-es vb-n is csak a második körig sikerült eljutnia, ahol 4–2-es vereséget szenvedett honfitársától Adrian Lewistól. 2010 novemberében két Players Championship fordulón is diadalmaskodott, és ebben az évben először tudta magát beverekedni a világranglista legjobb 16 játékosa közé.
A 2011-es világbajnokságon már egészen a negyeddöntőig sikerült eljutnia, miközben legyőzte Darin Youngot, Brendan Dolant és Mensur Suljovićot is. A negyeddöntőben Terry Jenkins volt az ellenfele, akitől végül 5–4-es vereséget szenvedett Newton. A 2011-es UK Openen először sikerült egy kiemelt torna fináléjába beverekednie magát, de végül 11–8-ra alulmaradt James Wade ellen, aki már másodszor nyerte meg a sorozatot.
A 2012-es vb-n újra csak a második körig jutott, ahol ezúttal Justin Pipetól szenvedett el 4–3-as vereséget. Még ebben az évben újra döntőt játszhatott egy kiemelt tornán (Európa-bajnokság), de ezúttal sem sikerült megszereznie a győzelmet, mivel 11–5-ös vereséget szenvedett Simon Whitlocktól.
Newtonnak a következő két világbajnokságon (2013, 2014) újra a negyeddöntőkig sikerült eljutnia. 2013-ban James Wadetől, 2014-ben pedig az az évi döntős Peter Wrighttól kapott ki 5–4-re.
A 2015-ös világbajnokság az előzőekhez képest rosszul sikerült számára, az első körben a spanyol Cristo Reyes búcsúztatta 3–2-vel. Eddigi utolsó PDC-s világbajnokságán a második körig jutott, ahol James Wadet ezúttal sem tudta legyőzni és 4–0-ás vereséget szenvedett honfitársától. Newton az év végén kikerült a legjobb 32-ből a világranglistán és 12 év után először nem tudott kijutni a PDC-dartsvilágbajnokságra.

### BDO
Newton 2018 márciusától 2020-ig a BDO versenyein vett részt, amelyen rögtön első évében kvalifikálni tudta magát a világbajnokságra, ahol a selejtező körben már búcsúzott.

## Döntői

### PDC nagytornák: 2 döntős szereplés
| Történet               |
| UK Open (0–1)          |
| Európa-bajnokság (0–1) |

| Eredmény | Sorszám | Év   | Bajnokság        | Ellenfél a döntőben | Pontok   |
| Döntős   | 1.      | 2011 | UK Open          | James Wade          | 8–11 (l) |
| Döntős   | 2.      | 2012 | Európa-bajnokság | Simon Whitlock      | 5–11 (l) |

1. ↑  (l) = pontszám legekben, (sz) = pontszám szettekben.

## Tornagyőzelmei
| Players Championships - Players Championship (BAR): 2010 (x2) - Players Championship (CRA): 2011 - Players Championship (SCO): 2009 - Players Championship (WIG): 2010 UK Open Regionals/Qualifiers - UK Open Qualifier: 2012 (x2) European Tour Events - European Darts Trophy: 2013 | - Grand Slam Wild Card Qualifier: 2008 - Lancashire Open: 2008 - Las Vegas Open: 2009 - Lytham St Annes Open: 2009 - Oldham Open: 2010 |

## Televíziós kilencnyilasai
| Időpont          | Ellenfél    | Torna           | Kombináció                          | Díjazás |
| ---------------- | ----------- | --------------- | ----------------------------------- | ------- |
| 2012. július 26. | Justin Pipe | World Matchplay | 3 x T20; 2 x T20, T19; 2 x T20, D12 | 2500 £  |

## Világbajnoki szereplései

### PDC
- 2005: Első kör (vereség  Gerry Convery ellen 0–3)
- 2006: Második kör (vereség  Kevin Painter ellen 3–4)
- 2007: Második kör (vereség  Colin Osborne ellen 2–4)
- 2008: Első kör (vereség  Jamie Caven ellen 0–3)
- 2009: Második kör (vereség  Raymond van Barneveld ellen 1–4)
- 2010: Második kör (vereség  Adrian Lewis ellen 2–4)
- 2011: Negyeddöntő (vereség  Terry Jenkins ellen 4–5)
- 2012: Második kör (vereség  Justin Pipe ellen 3–4)
- 2013: Negyeddöntő (vereség  James Wade ellen 4–5)
- 2014: Negyeddöntő (vereség  Peter Wright ellen 4–5)
- 2015: Első kör (vereség  Cristo Reyes ellen 2–3)
- 2016: Második kör (vereség  James Wade ellen 0–4)

### BDO
- 2019: Selejtező kör (vereség  Paul Hogan ellen 1–3)